# Dolgostroj

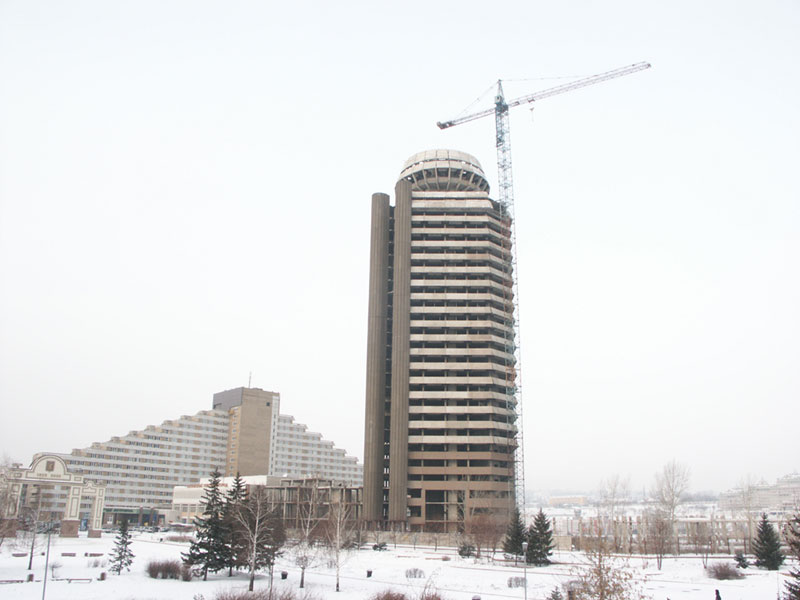
De nooit afgebouwde toren voor het Instituut voor Steenkoolmijnbouwtechniek van het Kansk-Atsjinsk-bekken (KATEK NII Oegol) in Krasnojarsk uit de Sovjettijd met bouwkraan.
De bouw begon in de jaren 80 en was bijna voltooid in de jaren 90, toen door de perestrojka het geld opraakte. Momenteel wordt gezocht naar een andere bestemming.

Dolgostroj (Russisch: Долгострой, Dolgostroj; "lang-bouw"), vertaalbaar als "onafgebouwd gebouw", "onvoltooid bouwproject" of "verlaten bouwplaats" is het Russische woord voor een nooit afgebouwd gebouw. Meestal wordt het gebruikt in de context van bouwwerken uit de Sovjettijd, waarvan in bijna elke stad wel voorbeelden zijn te vinden. Veel dolgostrojs ontstonden tijdens de jaren 90, toen door de economische crisis bij veel gebouwen in aanbouw plotseling de geldkraan werd dichtgedraaid, waardoor gebouwen jaren later nog steeds in de steigers staan of stonden, soms met de (verroeste) bouwkranen er nog bij.
Bekende historische Russische voorbeelden zijn:
- Spoorlijn Baikal-Amoer (lag 20 jaar stil door de (gedeeltelijke) opheffing van het Goelagsysteem)
- Poolcirkelspoorlijn (gestart in de jaren 40, afgebroken in 1953 bij de dood van Stalin)
- Sachalintunnel
- Izaäkkathedraal
- Tsaritsyno (paleis voor tsarina Catharina de Grote: begonnen van 1776 tot 1785, vervolgens stilgelegen tot 2005)

Prominente constructieprojecten uit de Sovjettijd, die niet werden afgebouwd of grote vertraging opliepen:
- Jekaterinenburg: Televisietoren van Jekaterinenburg (gestart in jaren 80, gesloopt in 2018)
- Kaliningrad: Huis van de Sovjets
- Krasnojarsk: Toren voor het Instituut voor Steenkoolmijnbouwtechniek met 24 verdiepingen (gestart in jaren 80)
- Novosibirsk: Hotel Toerist met 25 verdiepingen (gestart in jaren 70)
- Naberezjnye Tsjelny: Cilindervormig hotel in de kleuren van de vlag van Tatarije met 24 verdiepingen (gestart in jaren 80)
- Omsk: Luchthaven Fjodorovka (gestart in jaren 80)